# Gran Premi de França del 1960
Resultats del Gran Premi de França de Fórmula 1 de la temporada 1960, disputat al circuit de Reims-Gueux el 3 de juliol del 1960.

## Resultats
| Pos | No | Pilot               | Equip                | Voltes | Temps/ Retirada | Pos. de sortida | Punts |
| --- | -- | ------------------- | -------------------- | ------ | --------------- | --------------- | ----- |
| 1   | 16 | Jack Brabham        | Cooper - Climax      | 50     | 1h 57' 24. 9    | 1               | 8     |
| 2   | 44 | Olivier Gendebien   | Cooper - Climax      | 50     | + 48.3 s        | 9               | 6     |
| 3   | 18 | Bruce McLaren       | Cooper - Climax      | 50     | + 51.9 s        | 7               | 4     |
| 4   | 46 | Henry Taylor        | Cooper - Climax      | 49     | + 1 Volta       | 12              | 3     |
| 5   | 24 | Jim Clark           | Lotus - Climax       | 49     | + 1 Volta       | 10              | 2     |
| 6   | 22 | Ron Flockhart       | Lotus - Climax       | 49     | + 1 Volta       | 14              | 1     |
| 7   | 20 | Innes Ireland       | Lotus - Climax       | 43     | + 7 Voltes      | 4               |       |
| 8   | 48 | Bruce Halford       | Cooper - Climax      | 40     | Motor           | 15              |       |
| 9   | 40 | Masten Gregory      | Cooper - Maserati    | 37     | + 13 Voltes     | 17              |       |
| 10  | 42 | Ian Burgess         | Cooper - Maserati    | 36     | + 14 Voltes     | 22              |       |
| 11  | 4  | Wolfgang von Trips  | Ferrari              | 30     | Transmissió     | 5               |       |
| 12  | 2  | Phil Hill           | Ferrari              | 29     | Transmissió     | 2               |       |
| Ret | 8  | Jo Bonnier          | BRM                  | 22     | Motor           | 8               |       |
| Ret | 36 | Lucien Bianchi      | Cooper - Climax      | 18     | Transmissió     | 15              |       |
| Ret | 10 | Dan Gurney          | BRM                  | 17     | Motor           | 6               |       |
| Ret | 30 | Gino Munaron        | Cooper - Castellotti | 16     | Transmissió     | 19              |       |
| Ret | 6  | Willy Mairesse      | Ferrari              | 14     | Transmissió     | 11              |       |
| Ret | 14 | Tony Brooks         | Vanwall              | 7      | Vibracions      | 13              |       |
| Ret | 12 | Graham Hill         | BRM                  | 0      | Accident        | 3               |       |
| Ret | 38 | Maurice Trintignant | Cooper- Maserati     | 0      | Accident        | 18              |       |
| Ret | 28 | Richie Ginther      | Scarab               | 0      | Motor           | 20              |       |
| Ret | 34 | David Piper         | Lotus - Climax       | 0      | Motor           | 21              |       |
| Ret | 26 | Chuck Daigh         | Scarab               | 0      | Motor           | 23              |       |

## Altres
- Pole: Jack Brabham 2' 16. 8

- Volta ràpida: Jack Brabham 2' 17. 5 (a la volta 25)